# Lochau

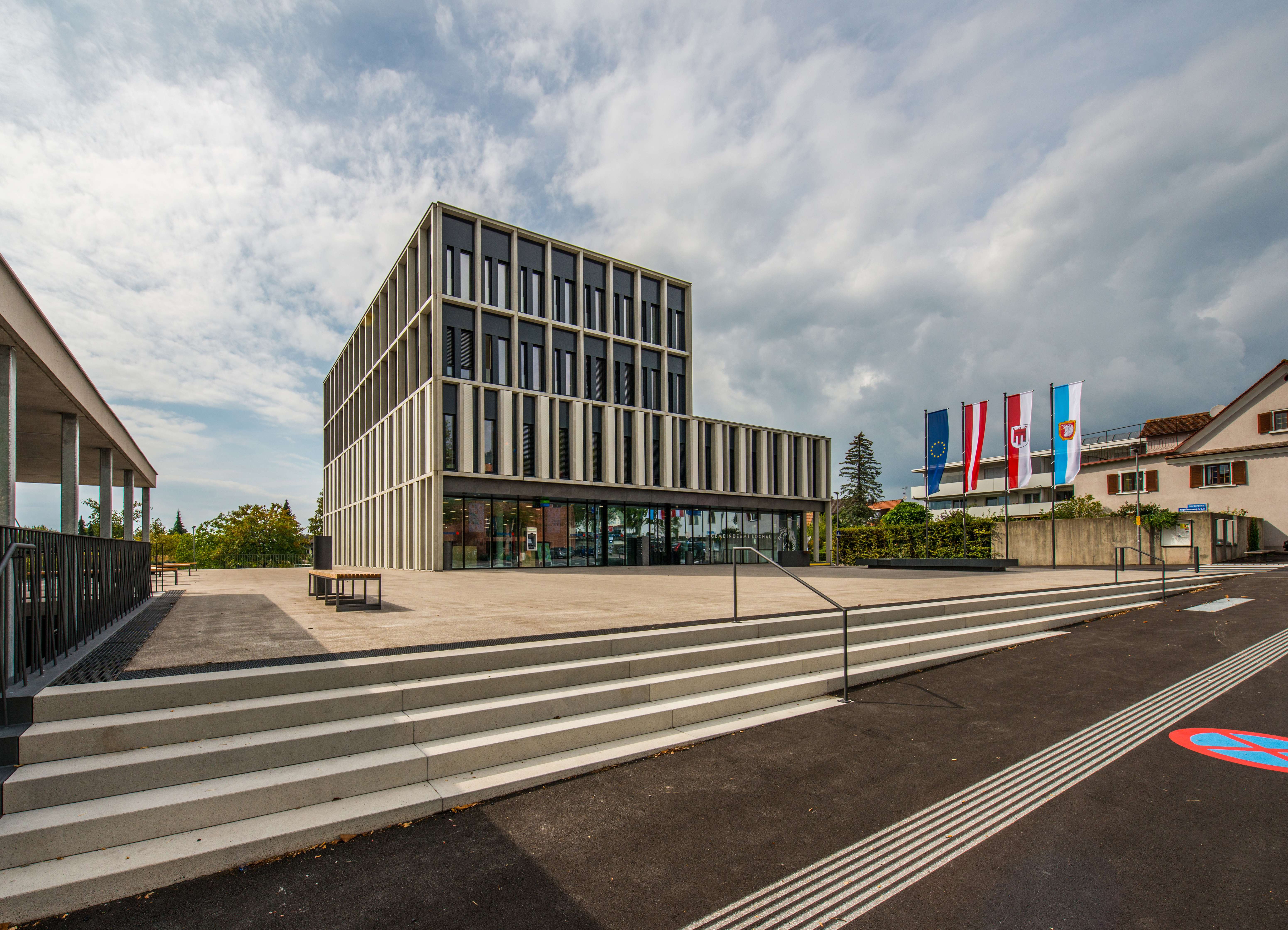
Das 2018 neu eröffnete Gemeindehaus

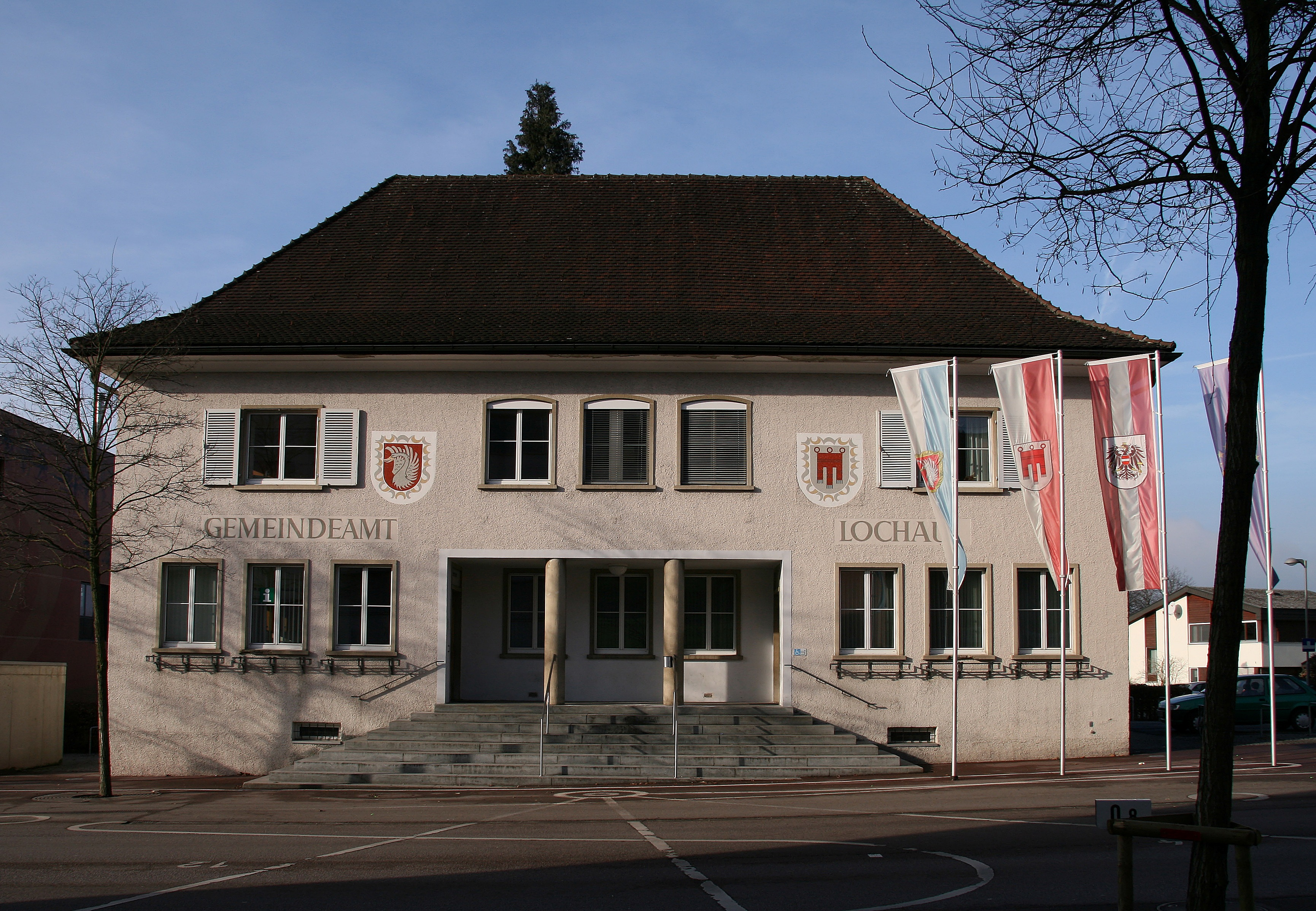
Das alte Lochauer Gemeindeamt. Das Gebäude aus den 1930er Jahren wurde im Jahr 2016 nach einer Volksabstimmung abgebrochen und durch ein neues Gebäude ersetzt

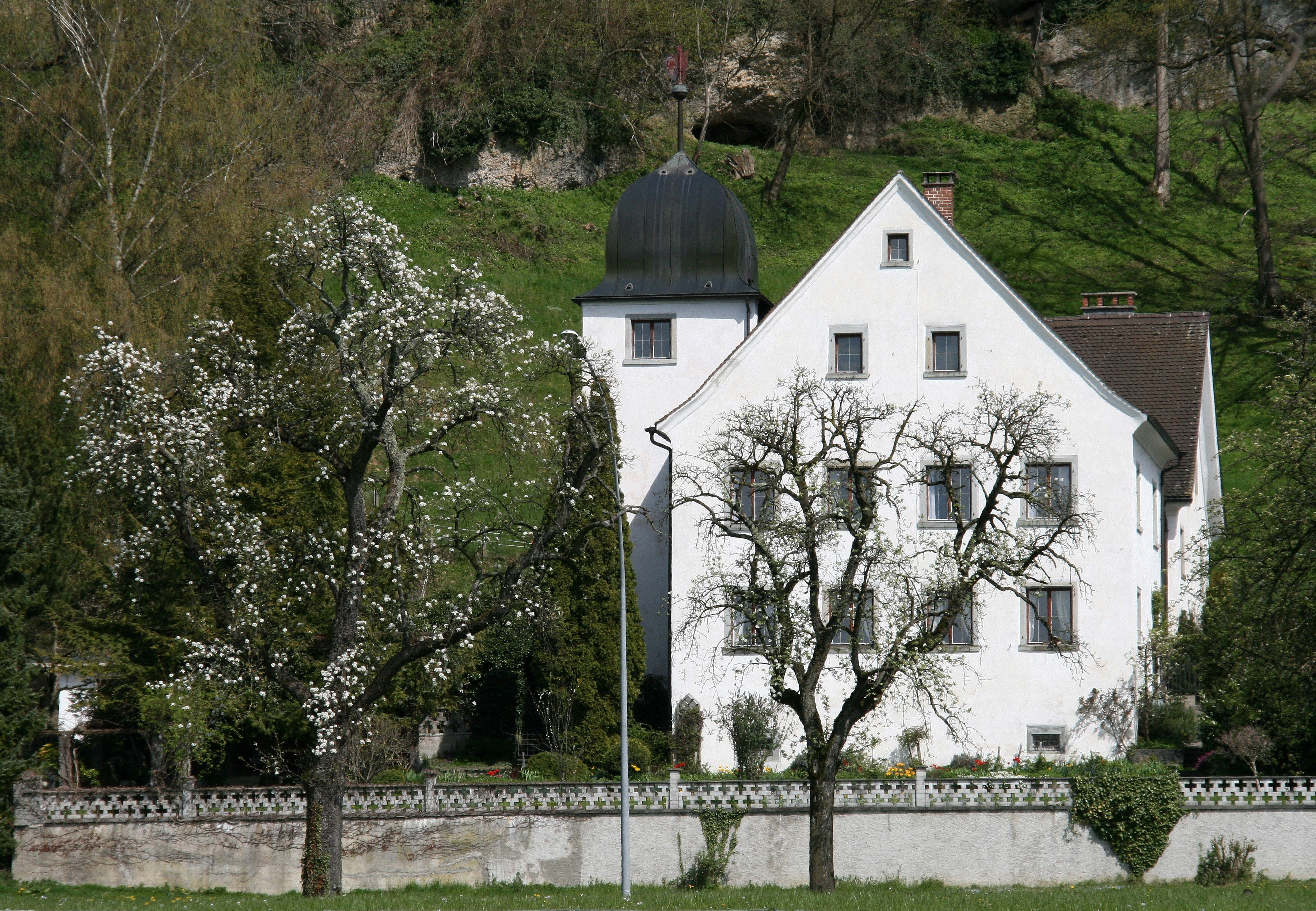
Ansitz Wellenstein

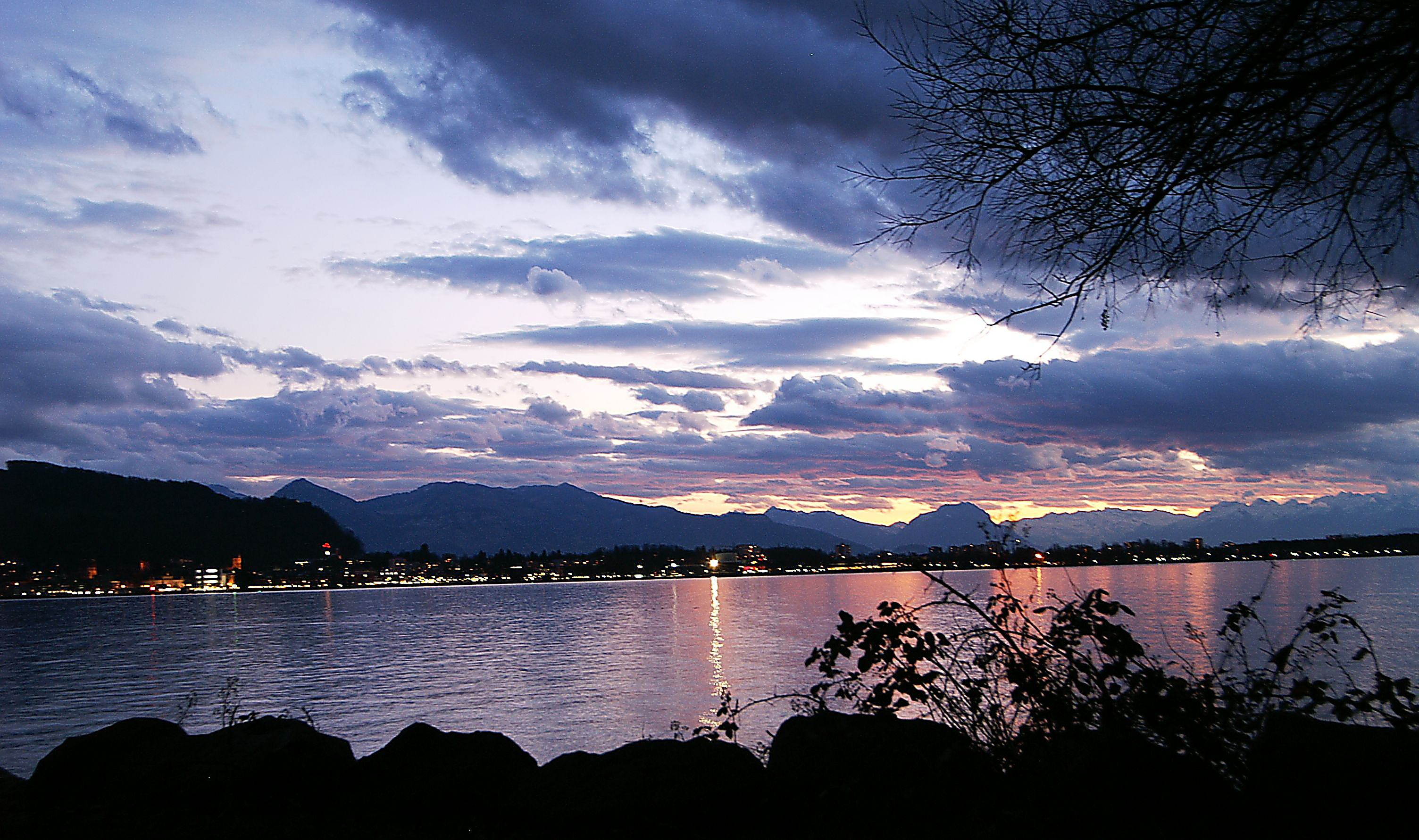
Strandbad Lochau mit Sicht auf Bregenz am Bodensee

Lochau ist eine Gemeinde im österreichischen Bundesland Vorarlberg mit 6696 Einwohnern (Stand 1. Jänner 2025).

## Geografie
Lochau liegt im westlichsten Bundesland Österreichs, Vorarlberg, im Bezirk Bregenz östlich des Bodensees auf durchschnittlich 416 m ü. A. Im Lochauer Gemeindegebiet sind 50,3 % der Fläche bewaldet. Der Pfänder, Hausberg der Vorarlberger Landeshauptstadt Bregenz, gehört auch zur Gemeinde Lochau.
Lochau liegt eingerahmt zwischen dem bis 1069 Meter (Hochberg) hohen bewaldeten Pfänderstock und dem östlichen Bodensee, der Bregenzer Bucht.

### Nachbargemeinden
|         | Hörbranz                                    |                    |
|         | Kompassrose, die auf Nachbargemeinden zeigt | Eichenberg         |
| Bregenz |                                             | Langen bei Bregenz |

## Geschichte
In der Spätbronzezeit war die Wellensteinhöhle am Pfänder zeitweise bewohnt.
Am Schanzgraben am See wurde von den Zieglern Carinus und Carinianus ein Brennofen betrieben. Die Produktion war vorwiegend für Brigantium und endete im Jahr 380 n. Chr. In einer Urkunde von 1186 wird „de Lochin“ in Verbindung mit einem Vornamen genannt.
Lochau kam 1523 mit dem zweiten Teil der Herrschaft Bregenz zu Österreich und gehörte dann zum Gericht Hofrieden. 1647, im Dreißigjährigen Krieg, wurde Lochau zum Schauplatz von Kriegshandlungen beim Angriff der Schweden auf Bregenz. Die Angreifer trafen damals auf Widerstand der österreichischen Truppenteile oberhalb vom sog. Haggen bzw. an der heute so benannten Schwedenschanz ca. 100 m unterhalb der Pfänderspitze. Die Schanzanlagen von 1618 bis 1648 sind heute noch deutlich erkennbar. Die Habsburger regierten die Orte in Vorarlberg wechselnd von Tirol und Vorderösterreich (Freiburg im Breisgau) aus. Von 1805 bis 1814 gehörte der Ort zu Bayern, dann wieder zu Österreich. Zum österreichischen Bundesland Vorarlberg gehört Lochau seit dessen Gründung 1861.
Im April 1945, kurz vor Kriegsende, wurde in Lochau das KZ-Außenkommando Lochau als Außenlager des Konzentrationslagers Dachau eingerichtet. Am 29. April 1945 überschritten französische Truppen die Vorarlberger Grenze bei Lochau und Hohenweiler. Der Ort war nach Kriegsende von 1945 bis 1955 Teil der französischen Besatzungszone in Österreich.
Zwischen Berg und See gelegen war Lochau bis 1980 mit der einzigen Straße zwischen Bodensee und Pfänderrücken stark durch den steigenden Kfz-Verkehr belastet. Dies änderte sich jedoch, als am 8. Dezember 1980 die zweispurige Oströhre des Pfändertunnels eröffnet wurde. Durch steigendes Verkehrsaufkommen wurde ein weiterer Ausbau des Pfändertunnels notwendig, welcher im Herbst 2008 mit dem Anstich für die zweite Röhre (vierspuriger Ausbau) begonnen wurde. Die Verkehrsfreigabe beider Röhren ist im Juni 2013 erfolgt.
Die Residenz des türkischen Generalkonsulats, der einzigen berufskonsularischen Vertretung in Bregenz, befindet sich seit seiner Gründung Ende 1973 in Tannenbach, Gemeinde Lochau. 1986 feierte Lochau sein 800-jähriges Bestehen.

## Kultur und Sehenswürdigkeiten
- Katholische Pfarrkirche Lochau hl. Franz Xaver: In der ursprünglichen Filiale von Bregenz stand hier seit 1707 eine Xaveriuskapelle. Die jetzige Kirche wurde 1844 erbaut. 1970 erfolgte eine Außen- und 1972/1973 eine Innenrestaurierung.
- Burgruine (Alt-Hofen): Diese Burgruine liegt nordöstlich des Ortes – am Hang, oberhalb von Schloss Hofen.
- Schloss Hofen (Neu-Hofen). Dieser zweite bedeutende Renaissance-Bau Vorarlbergs (neben dem Palast Hohenems) wurde unter der Regentschaft von Hans Gaudenz von Raitenau (Rat und Vogt zu Augsburg, Vogt der Herrschaften Bregenz und Hohenegg, Bregenzer Oberstadthauptmann, Oberst über das Tirolische Regiment, Kaiserlicher Rat und Oberhofmeister) in den Jahren 1584/1585 errichtet. Der Unterschied dieser beiden bedeutenden Bauten des Mittelalters wird schon durch die Bezeichnung „Schloss“ (Hofen) und „Palast“ (Hohenems) deutlich. Der unaufdringliche Schlossbau kann in seiner topographischen Gliederung als Gesamtbild der mittelalterlichen Architektur Vorarlbergs gelten.
- Ansitz Wellenstein: Dieses Anwesen wurde 1555–1559 auf halbem Weg zwischen der Bregenzer Klause und Lochau in Hanglage errichtet. 1965 wurde das Gebäude renoviert, und 1982/83 erfolgte eine Generalsanierung. Der Bau ist ein zweigeschoßiger Rechteckbau unter einem Satteldach – an der NO-Ecke befindet sich ein dreigeschoßiger, quadratischer Turm mit einer glockenförmig geschweiften Haube (welsche Haube).
- Seehotel am Kaiserstrand, Villa Mauthe, Villa Gravenreuth, Altes Schulhüsle, Gasthaus zum Adler, Klausturm.
- Wellensteinhöhle, Klause, Klausberg, Neue Schanze und Kapelle St. Magdalena.

## Wirtschaft und Infrastruktur
Am Ort gab es im Jahr 2003 65 Betriebe der gewerblichen Wirtschaft mit 633 Beschäftigten und 38 Lehrlingen. Lohnsteuerpflichtige Erwerbstätige gab es 2413.

### Unternehmen
Nach den ersten Gründungen von Nahrungs- und Genußmittelfabriken in Vorarlberg im 19. Jahrhundert (z. B. Maggi 1887 in Bregenz, Suchard 1888 in Bludenz) kam es 1908 zur Gründung der Firma Rupp, Käsewerk in Lochau.
Ihr folgte in der Zwischenkriegszeit (1921) die Alma-Käse-Fabrik in Hard. Der Schwerpunkt der beiden Firmen liegt in der Schmelzkäseerzeugung – im Jänner 2008 übernahm Rupp die Firma Alma.
Im selben Jahr entstand der neue Firmensitz in Hörbranz.
Ein als Hotel erbauter und später als Kaserne genutzter zum Teil denkmalgeschützter Gebäudekomplex ist um 2010 als hochpreisiges „Seehotel am Kaiserstrand“ und Wohnanlage „Am Kaiserstrand“ umgenutzt worden.

### Verkehr

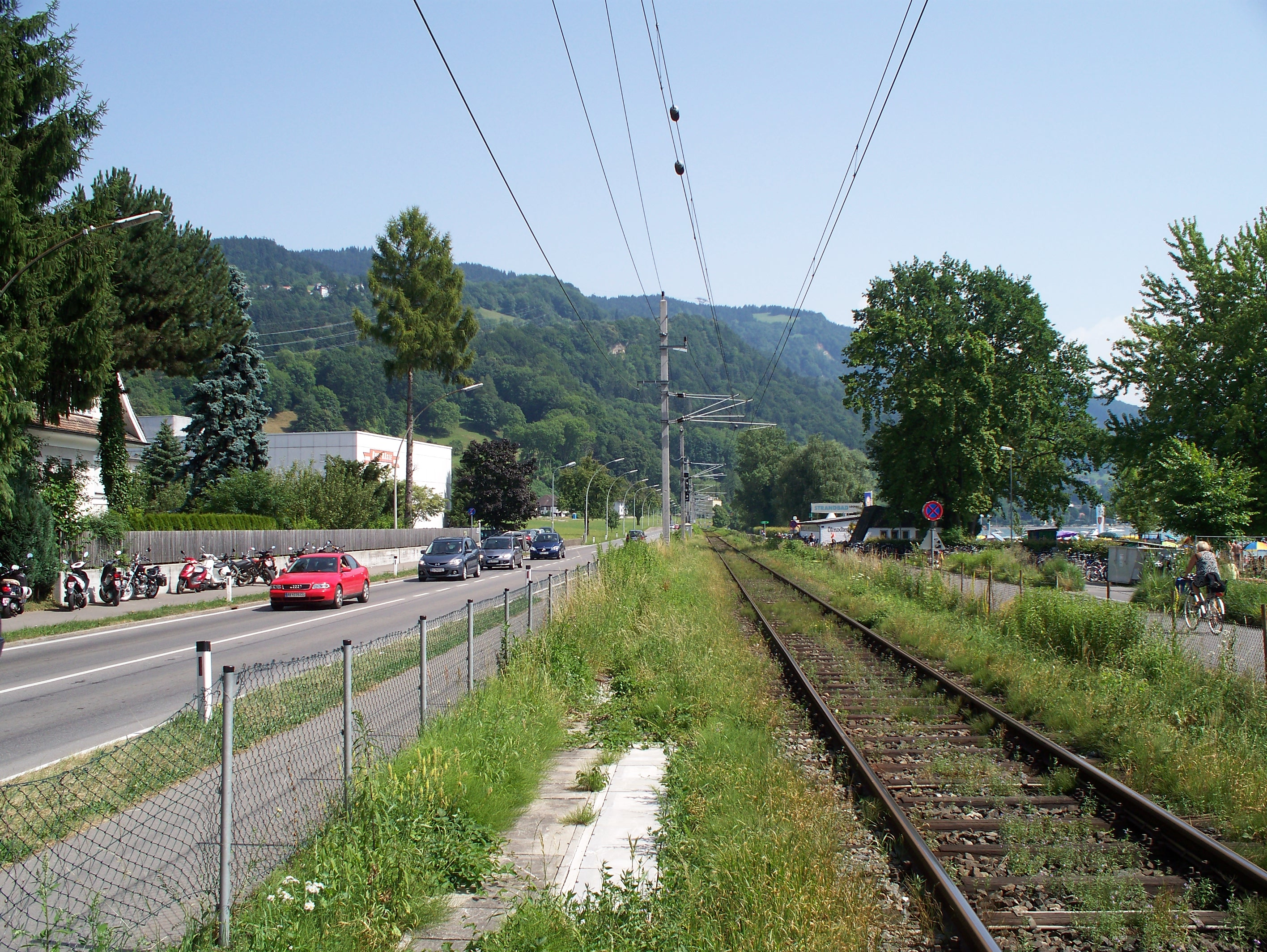
Lindauerstraße neben dem Bahngleis nach Bregenz bei Lochau

Lochau ist am Bahnhof Lochau-Hörbranz an die Bahnstrecke Bludenz-Bregenz (mit der Verlängerung bis Lindau, By) angebunden. An dem Bahnhof halten Züge der S1 und REX in Richtung Lindau bzw. Bludenz. Außerdem verläuft die Rheintal/Walgau Autobahn durch das Gemeindegebiet (größtenteils im Pfändertunnel).
Mit dem Hafen am Bäumle (heute Sporthafen) verfügt die Gemeinde seit Jahrhunderten über einen Zugang zum Bodensee.

### Bildung
Am Ort gab es 2003 953 Schüler, davon 603 an berufsbildenden höheren Schulen. In Lochau gibt es zudem vier Kindergärten. Es gibt eine Volksschule, Mittelschule sowie die gastgewerbliche Landesberufsschule, welche ans Schloss „Hofen“ grenzt. Das frühere Sonderpädagogische Zentrum ist seit dem 8. Juli 2011 stillgelegt.
Schloss Hofen beheimatet das landesweite „Wissenschafts- und Weiterbildungszentrum des Landes Vorarlberg und der Fachhochschule Vorarlberg“. Im renovierten Ambiente werden hier verschiedenste berufsbegleitende Lehrgänge Seminare und Kurse zur Erwachsenenbildung angeboten. Ebenfalls hat das Land Vorarlberg in Schloss Hofen für sich und die Gemeinden die Verwaltungsakademie eingerichtet.

## Politik

### Gemeindevertretung
In Vorarlberg wählen die Bürger alle fünf Jahre die Mitglieder der Gemeindevertretung durch Ankreuzen eines Listen-Wahlvorschlages bzw. durch Mehrheitswahl wenn kein Listenvorschlag vorliegt. Weiters den Bürgermeister durch Ankreuzen eines Wahlvorschlages.
Die Gemeindevertretung wählt in der konstituierenden Sitzung aus ihrer Mitte – sofern keine Wahl durch die Bürger zustande kam – gemäß § 61 Gemeindegesetz einen Bürgermeister und dann einen mindestens dreiköpfigen Gemeindevorstand. Die Zahl dieser „Gemeinderäte“ darf aber gemäß § 55 den vierten Teil der Zahl der Gemeindevertreter nicht übersteigen.
Der Bürgermeister führt den Vorsitz bei den generell öffentlichen Sitzungen der Gemeindevertretung, in denen kommunale Belange besprochen und Beschlüsse gefasst werden. Beobachter haben kein Mitspracherecht und kein Stimmrecht. Die Gemeindevertretung kann nach Bedarf Ausschüsse bestellen. Sitzungen des Gemeindevorstandes und der Ausschüsse sind nicht öffentlich.

#### Sitzverteilung nach den Wahlen
- Gemeindevertretungswahlen 1985: ÖVP 17, Bürgerliste Lochau 6, SPÖ 3, FPÖ 1.[9]
- Gemeindevertretungswahlen 1990: ÖVP 15, Bürgerliste Lochau 6, SPÖ 3, FPÖ 3.[10]
- Gemeindevertretungswahlen 1995: ÖVP 20, FPÖ 3, SPÖ 2, Bürgerliste Lochau (BLL) 2.[11]
- Gemeindevertretungswahlen 2000: ÖVP 19, FPÖ 4, SPÖ 4.[12]
- Gemeindevertretungswahlen 2005: ÖVP 20, SPÖ 4, FPÖ 3.[13]
- Gemeindevertretungswahlen 2010: ÖVP 17, Grüne Leiblachtal 6, FPÖ 3, SPÖ 1.[14]
- Gemeindevertretungswahlen 2015: ÖVP 15, Die Grünen Leiblachtal 8, FPÖ 2, SPÖ 2.[15]
- Gemeindevertretungswahlen 2020: ÖVP 13, Die Grünen Leiblachtal 11, NEOS 2, FPÖ 1.[16]
- Gemeindevertretungswahlen 2025: ÖVP 14, Die Grünen Leiblachtal 10, FPÖ 3.[17]

### Gemeindevorsteher
- 1806–1832 Franz Salomon Vögel
- 1832–1840 Xaver Fricker
- 1840–1864 Josef Vögel
- 1864–1885 Melchior Bickel
- 1885–1895 Felix Hehle
- 1895–1919 Kaspar Stadler
- 1919–1929 Eduard Bildstein
- 1929–1938 Josef Rupp

### Bürgermeister
- 15. Juli – 23. September 1938 Eugen Reiner

„Von 1939 bis 1947 war Lochau ein Ortsteil der Stadt Bregenz.“

- 1947–1968 Michael Mangold[18]
- 1968–1970 Josef Rupp jun.[18]
- 1970–1991 Wilfried Schallert[18]
- 1991–2014 Xaver Sinz (ÖVP)[18]
- 2014–2020 Michael Simma (ÖVP)[19]
- seit 2020 Frank Matt (GRÜNE)[20]

### Wappen
Schon 1186 führten die Ritter von Lochau einen Schwanenhals in ihrem Wappen und 1928 wurde der Gemeinde das heutige Wappen von der Vorarlberger Landesregierung verliehen.
Blasonierung: „In Rot ein von rechts nach links schreitender silberner Schwan in Kampfstellung mit erhobenen Flügeln.“

## Persönlichkeiten

### Söhne und Töchter der Gemeinde
- Wolf Dietrich von Raitenau (* 26. März 1559 Lochau; † 16. Januar 1617 Salzburg), auf Schloss Hofen geboren, später Erzbischof von Salzburg (1587–1612)[22]
- Joseph Feßler (* 1813 in Lochau; † 25. April 1872 in St. Pölten), römisch-katholischer Theologe und Bischof von St. Pölten
- Josef Gorbach (1889–1977), Priester, Publizist und Gründer der Notkirchen in Österreich und Palästina
- Johann Michael Mangold (* 29. April 1889 in Lochau; † 16. August 1968 in Lochau), Abgeordneter zum Vorarlberger Landtag 1932–1934 und von 1947–1968 Bürgermeister von Lochau
- Ina Wolf, geb. Christina Ganahl (* 9. Oktober 1954 in Lochau), Sängerin und Songschreiberin

### Personen mit Bezug zur Gemeinde
- Thomas Rhomberg (1572/74–1647), Dornbirner Hauptmann, gefallen in Lochau bei der Verteidigung gegen die Schweden unter Carl Gustav Wrangel
- Franz Winkler (1906–1962), Musiker, lebte in Lochau
- Max Riccabona (1915–1997), Schriftsteller und Künstler, lebte und starb in Lochau
- Gottfried Schröckenfuchs (* 1947), Offizier, lebt in Lochau
- Ivo Donev (* 1959), österreichischer Schach- und Pokerspieler, lebt in Lochau
- Reinhold Bilgeri (* 1950), österreichischer Musiker und Literat, lebt in Lochau[23]
- Timo Scheider (* 1978), deutscher Automobilrennfahrer (DTM), lebt in Lochau

### Ehrenbürger der Gemeinde Lochau
- 1864 Philipp Huber (* 26. Februar 1812, Wien), Gemeindearzt
- 1959 Josef Rupp (* 30. Januar 1885), Gemeindevorsteher
- 1967 Michael Mangold (* 21. April 1889, Lochau), Bäckermeister, Gastwirt, Bürgermeister

### Ehrenringträger der Gemeinde Lochau
- 1967 Michael Mangold, Bürgermeister
- 1970 Adolf Heidegger, Gemeindesekretär 1930–1938 und 1947–1970
- 1981 Maria Ligoria Berkmann, Oberin des Jesuheim Oberlochau
- 1982 Viktor Schwarzmann, Bundesrat und Gemeinderat 1947–1982
- 1995 Erwin Bennat, Heimatforscher

### Ehrennadelträger der Gemeinde Lochau
- 1981 Margarethe Schneider, Diplomkrankenpflegerin